# 元町通
元町通（もとまちどおり）は、兵庫県神戸市中央区の町名の一つで、区の西南部、都心部の商業地である。一丁目から七丁目まである。
元町通は東西1.2kmにわたる神戸元町商店街の横断する、元町地域の中心をなす町丁である。「元町」とは神戸の中でも西国街道に沿った元々の町であったことを意味し、かつての街道沿いが現在の商店街となっている。元町は港と鉄道とを結ぶ最短距離にあり、外国人居留地とも隣接していたため、明治初期から地の利を得て商店街として発展した。商店街の東西にデパートが立地するようになり、大正から昭和初期にかけて元町が神戸の中心商業地としての最盛期を迎えた。神戸の元町は東京の銀座や大阪の心斎橋筋と並び称され、銀座の「銀ブラ」に対し、「元ブラ」という言葉が生まれる程の有名な異国情緒あふれる商店街であった。しかし戦後は市役所の移転に伴い三宮に神戸の商業の核心としての座を奪われることとなり、デパートも元町通内から撤退した（ただし近隣に大丸神戸店が立地する）。
元町通の南東部、一丁目および二丁目の南側は中華街として有名な南京町の一部となっている。南京町は居留地に住むことが認められなかった中国人が居留地の近くに住んだ事を起源としており、戦災により衰退したが、日中国交正常化後に復興が進められた。

## 地理

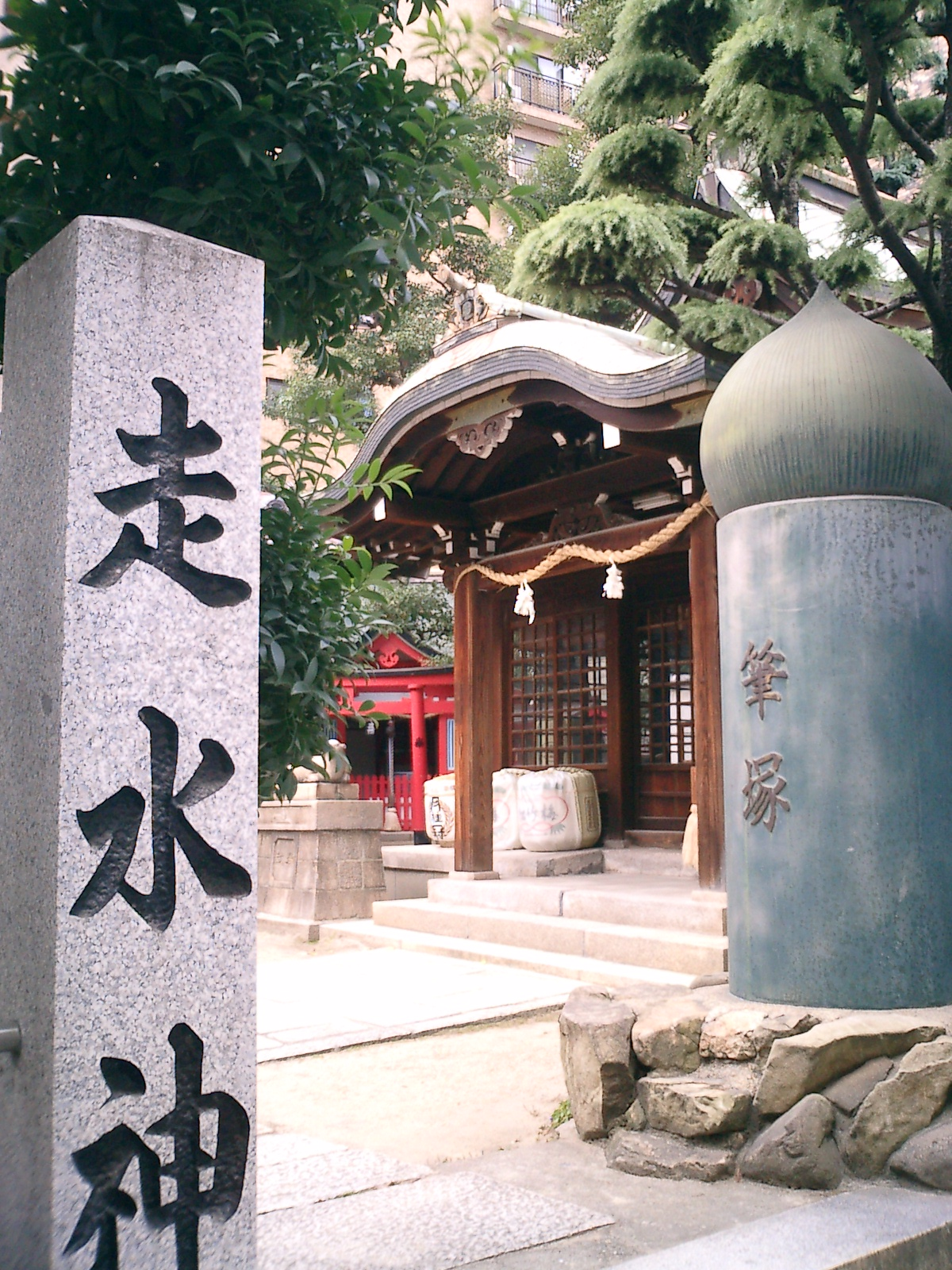
走水神社

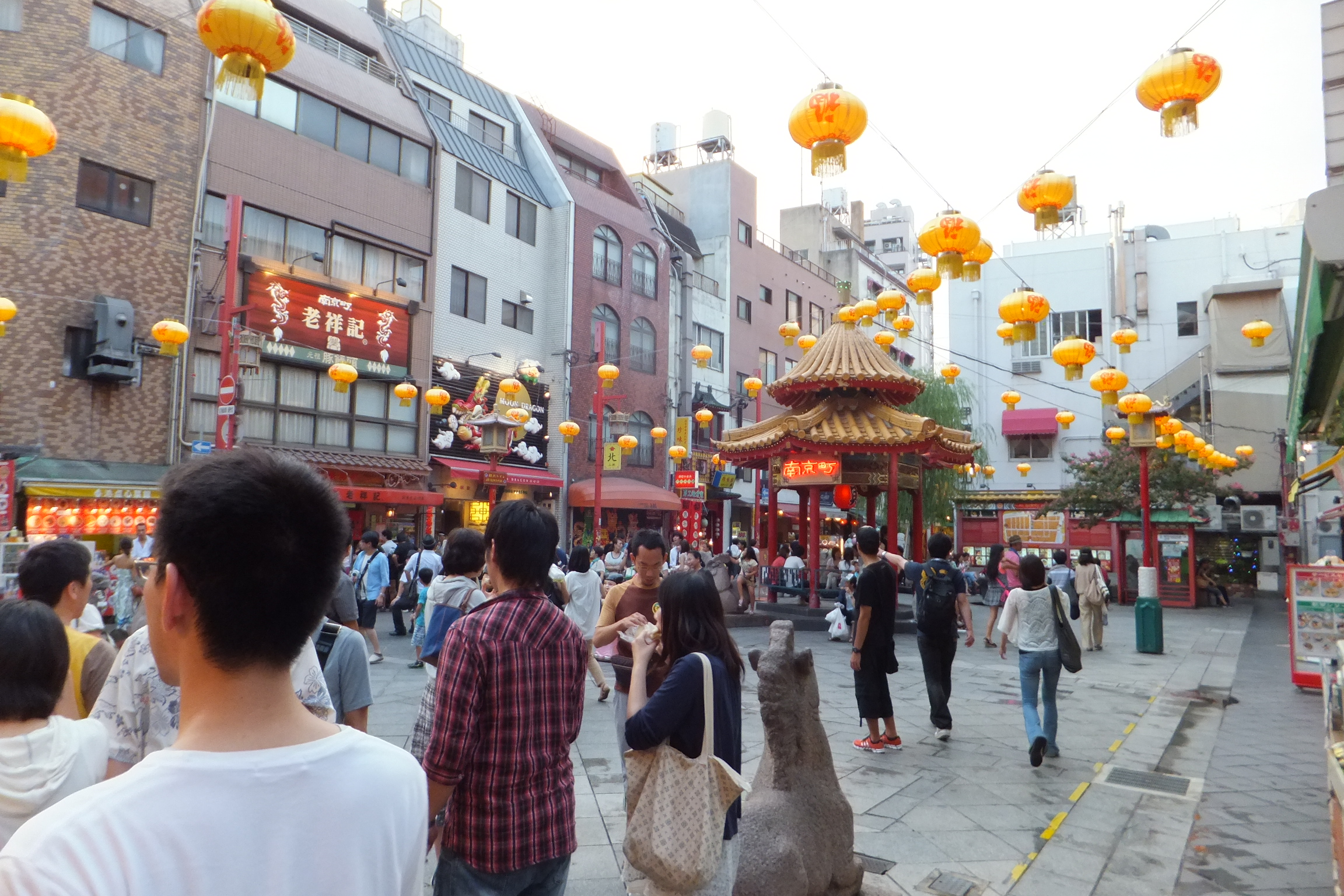
南京町広場

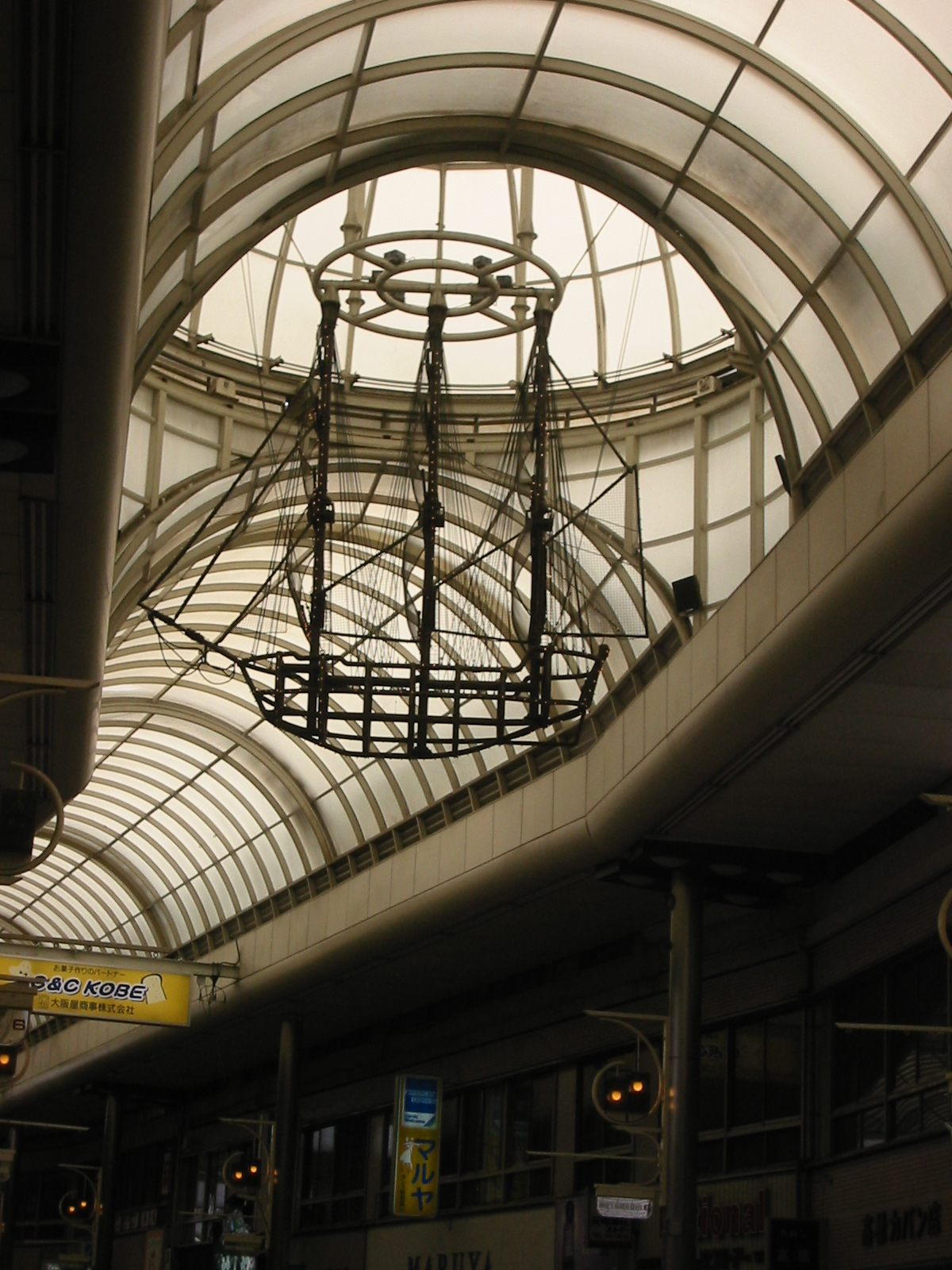
六丁目アーケードのモニュメント「ロドニー号」。1868年1月1日に神戸開港を祝い祝砲を上げた英国艦船の旗艦ロドニー号を模った。

元町通は神戸市中央区の南西部にあり、事務所ビルや商店、飲食店の立ち並ぶ都心部の商業地である。東西に長い領域となっていて、東から順に一～七丁目があり、住居表示は実施済み。用途地域としては全域が商業地域である。
東は三宮町に、南東は明石町に、南は栄町通に、南西は相生町に、西から北にかけては元町高架通にそれぞれ隣接する。
一～六丁目にかけて東西に神戸元町商店街の1.2kmに亘るアーケードが延びており、ここには創業100年を超える老舗の数々や最新の流行を取り入れた店、多くを占めるアパレル関係や、中には日本一海事図書をそろえる本屋や日本唯一の海員制服の専門店などの特徴的な店、合わせて300店ほどが軒を並べる。この商店街のある道は旧・西国街道であり、「元町本通」と名付けられている。また南北の道路は、二丁目と三丁目の間が「元町パークロード」、三丁目と四丁目の間が「タワーロード」、四丁目と五丁目の間が「マリンロード」、五丁目と六丁目の間が「メールロード」と名付けられている。
一、二丁目の南側は、南隣の栄町通一、二丁目の北側と共に南京町と呼ばれる中華街となっている。北側にある東西方向の道路兵庫県道21号神戸明石線の地下を北東から南西へ神戸高速鉄道が阪神電鉄と相互乗り入れして走っており、一丁目から二丁目にかけての地下には阪神元町駅と接続された元町駅地下街がある。
一丁目に神戸プラザホテル、南京町広場、神戸元町郵便局が、二丁目に阪神元町駅が、三丁目に元町通交番、パルパローレビル、ウインズ神戸（場外勝馬投票券発売所）が、四丁目にこうべまちづくり会館が、五丁目に走水神社が六丁目に元町滝公園、神戸高速鉄道西元町駅がそれぞれある。

## 歴史

### 町域の変遷
元町通は明治7年（1874年）に、神戸町のうち大手町・浜ノ町・札場町・松屋町・中ノ町・西ノ町・城下（しろした）町・東本町・西本町・八幡町・市場町の各一部から新設され、当初は神戸元町通といった。
初めは神戸町の町名であり、明治12年（1879年）から神戸区、明治22年（1889年）から神戸市に属した。昭和6年（1931年）からは神戸市神戸区の町名となり冠称の「神戸」を取って「元町通」に名称を変更した。昭和20年（1945年）から神戸市生田区、昭和55年（1980年）からは神戸市中央区に属している。
当初は六丁目までしかなく、明治27年に神戸宇治野町の一部を編入し七丁目を新設した。昭和55年には栄町通一～七丁目と境界を変更した。

### 沿革

#### 元からの町

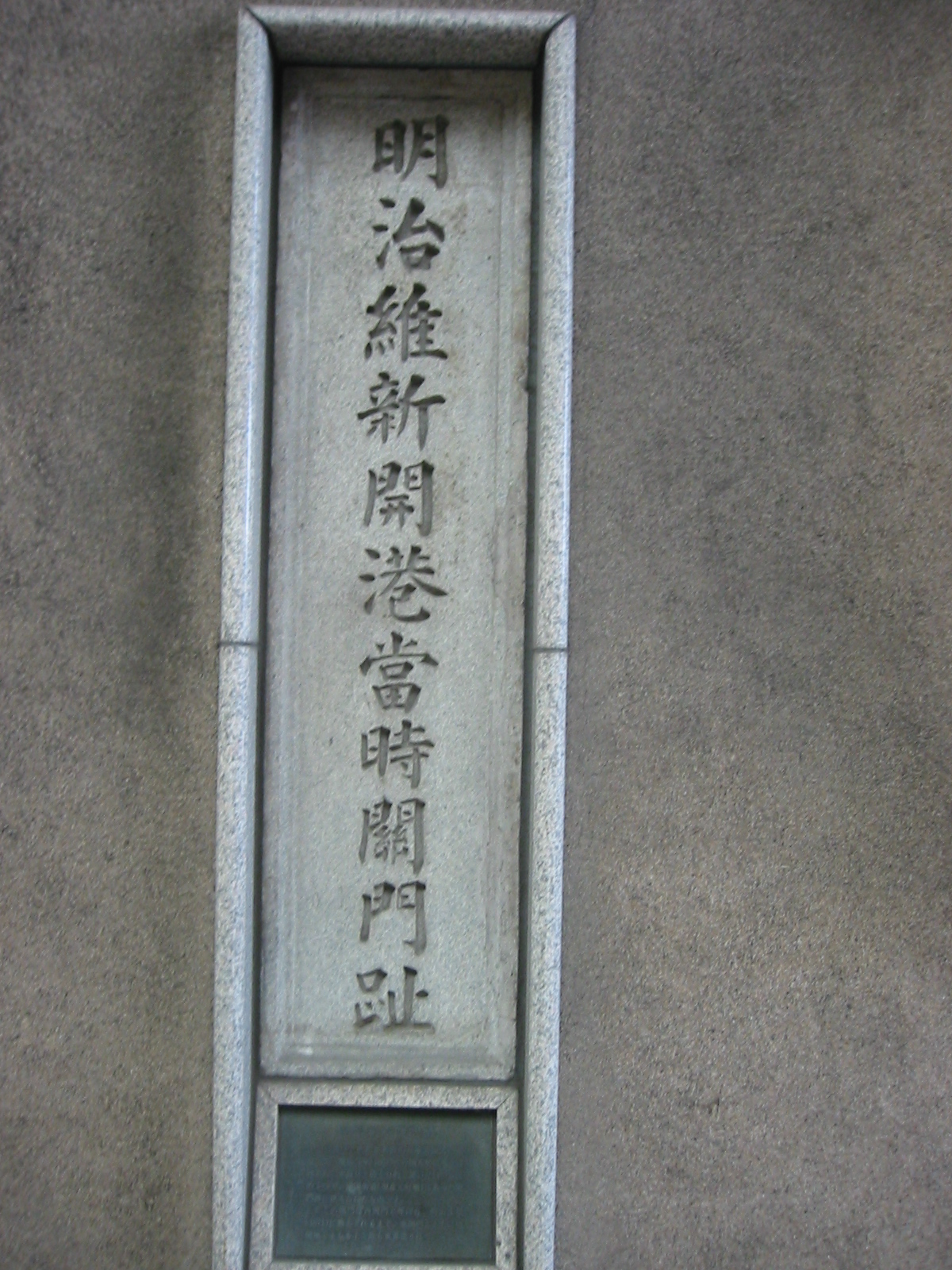
「明治維新開港当時関門跡」の碑（六丁目）

「元町」という地名はもとからの町場であることに由来する。
現在の元町通にあたる地域は、江戸時代の西国街道が通っていた場所であり、八部郡神戸村、二ツ茶屋（ふたつちゃや）村、走水（はしうど）村に相当する。当時の道幅は2 - 3間（約4 - 5m）、宝暦年間（1751 - 1764年）頃の『行程記』には既に三宮神社－宇治川間は街道の両側にびっしりと張りついて描かれている。
幕府が外国人居留地を設けた時に、密貿易を防ぐために設けられた14の関門のうち、最も重視された西関門は地内の西部、六丁目の後の初代三越神戸店・ホテルシェレナの位置にあった。
慶応4年4月制作の『兵庫県御免許開港神戸之図』には、東から順に大手町・浜ノ町・札場町・松屋町・中ノ町・西ノ町・城下町・東本町・西本町・八幡町・市場町とあり、これら11町のうち西ノ町以東の6町が神戸村、城下町・東本町・西本町ひとつ飛んで市場町の4町が二ツ茶屋村、八幡町が走水村だった。
神戸・二ツ茶屋・走水の三ヶ村が合併して神戸町となったのは明治元年11月（1868年12月）のことで、11町は「神戸八幡町」の様に「神戸」を冠されて呼ばれた。明治5年（1872年）に正式な町名となったが、明治7年（1874年）に元町通の町名が誕生して以前の古い町名はなくなった。同時に元町通の山側に北長狭通、浜側に栄町通と海岸通（居留地の海岸通を除く）の町名も誕生し、北長狭通の町域には西本町を除く10町、栄町通の町域には大手町を除く10町、海岸通の町域には大手町・八幡町・市場町を除く8町の各一部が含まれているが、11町の各一部が含まれているのは元町通の町域だけである。

#### 元町商店街の隆興
明治7年（1874年）に神戸 - 大阪間の東海道本線が開通し、一丁目付近の北隣に三ノ宮駅が開設されたことにより（なおこの三ノ宮駅は後に東に移転され、元の三宮駅の付近には元町駅が作られた）、元町通は神戸港と鉄道を最短距離で結ぶ接点として栄え、商店街として地の利を得ることとなり、神戸駅から三ノ宮駅に沿っての西国街道沿いには和洋の物品を販売する通りが形成された。元町通の一丁目から六丁目までは洋服店（テーラー）、写真館、洋菓子店などが軒を並べた。

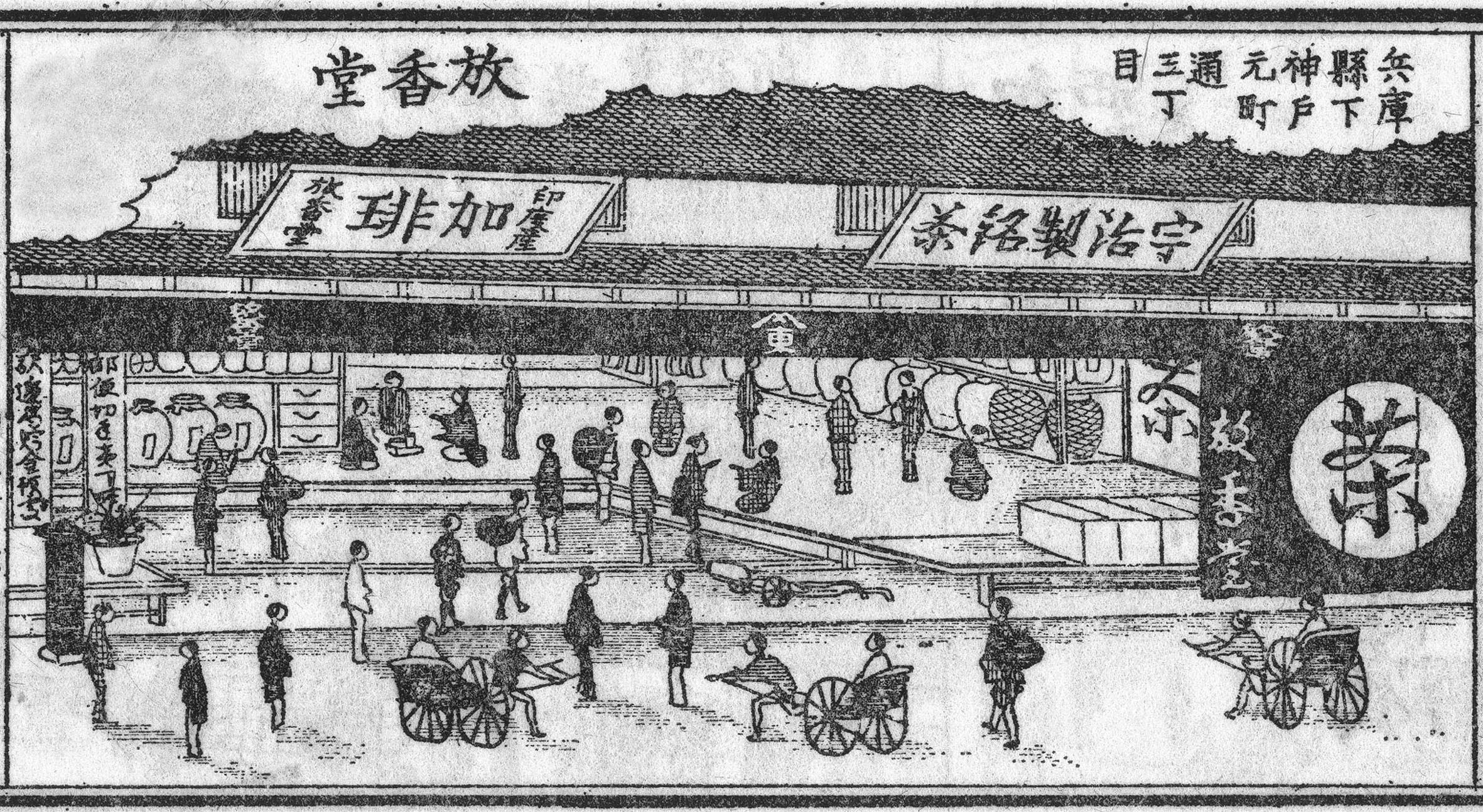
明治15年の商店の名簿『豪商神兵湊の魁』より「放香堂」。同書には西洋薬種、西洋反物、羅しゃ・ケット、印度産珈琲、西洋酒問屋などが記されており、外国人居留地の西に接続した位置にある元町には、外国人と神戸市民のショッピング街として開港場特有の商店街が発達した。

元町商店街にはこの頃からの老舗も多く立地している。
明治8年（1875年）に神戸の銘菓として知られる「瓦せんべい」の元祖である亀井堂総本店が創業した。
また明治16年（1883年）には日本人初の洋服商として初代柴田音吉が三丁目に柴田音吉洋服店を開業。彼は日本人最初のテーラーであり、明治天皇や初代兵庫県知事であった伊藤博文の服も仕立てた。柴田音吉洋服店は現在でも元町商店街内で営業を続けている。
また明治10年（1877年）頃から「南京町」と呼ばれるようになった東部（一丁目）から栄町通一丁目の一帯には、開港後に、非条約国であるとの理由で居留地内に居住することが許されなかった清国人が居留地の近辺に居住することを求めて移り住んだ。
明治7年（1874年）、神戸師範伝習所が三丁目に開設され、明治10年（1877年）に下山手通五丁目に移転して神戸師範学校となった。
明治8年（1875年）、神戸巡査出張所が開設され、明治12年（1879年）に相生町一丁目に移転、これは後の生田警察署である。
明治8年（1875年）、八幡社と天神社を合祀して五丁目に走水神社が創建。
この時代、元町通には商業や語学を教える私塾・学校が相次いで開かれた。明治11年（1878年）、神戸商業講習所設置、明治12年（1879年）に開設された神戸英語学校と明治13年（1880年）に開設された神戸支那語学校を明治15年（1882年）に併合し、明治16年（1883年）に神戸下山手通四丁目に移転、後の兵庫県立神戸商業高等学校である。その後も明治17年（1884年）に英語・ドイツ語を教える擇善衆塾や、翌明治18年には（1885年）同じく英語・ドイツを教える神戸獨英語学校が開設され、明治20年（1887年）には神戸簿記学校も開校した。また明治20年（1887年）には三丁目に親和女学校が開校し、4年後の明治24年（1891年）に休校、その翌年の明治25年（1892年）には神戸下山手通六丁目に移転した。
明治20年（1887年）、道路を5間（約9m）に拡幅した。

#### 神戸最大の中心商店街へ
明治38年（1905年）、十合呉服店（そごう）が相生町から五丁目に、明治41年（1908年）には四丁目に大丸屋呉服店（大丸神戸店）も移転してきた。これらに加え、大正14年（1925年）に六丁目に地元資本の「元町デパート」が開業したが、経営難のため、翌大正15年（1926年）には買収されて三越神戸支店となった。
大正6年（1917年）、四丁目に神戸市立女子商業学校が開校、大正12年（1923年）に楠町六丁目へと移転した。同校は神戸市立神港高等学校の前身の一つである。
大丸神戸店は昭和2年（1927年）に明石町へ、十合呉服店は昭和8年（1933年）に「神戸そごう（現在の神戸阪急）」として三宮へ移転していった。昭和11年（1936年）、阪神電車が地下線で延長され三宮 - 元町間が開通した。もっとも、大丸神戸店は元町商店街の入口にも近く、現在も元町エリアにあると認識されている。同店自身も「大丸・もとまち」や「元町・旧居留地の大丸」と広報する。
自動車の乗り入れを禁じ、東に大丸、西に三越と入り口にそれぞれ百貨店が立地、その間約1kmの神戸最大の中心商店街として、元町商店街は来街者をもっとも多く吸収した戦前の元町は東京の銀座、大阪の心斎橋筋と併称された異国情緒たっぷりの商店街として有名であった。おしゃれな町並みやハイカラな店のそろった元町を闊歩することを、銀座の「銀ブラ」に対し、「元ブラ」と言った。
大正2年（1913年）には万国道路会議への日本の初参加に際し、道路が舗装されていないのは一等国に沽券に関わるということで、国内ではじめて十合呉服店前が試験的にアスファルト舗装されて「試験道路」と呼ばれた。
大正15年には名物の鈴蘭灯も作られた。

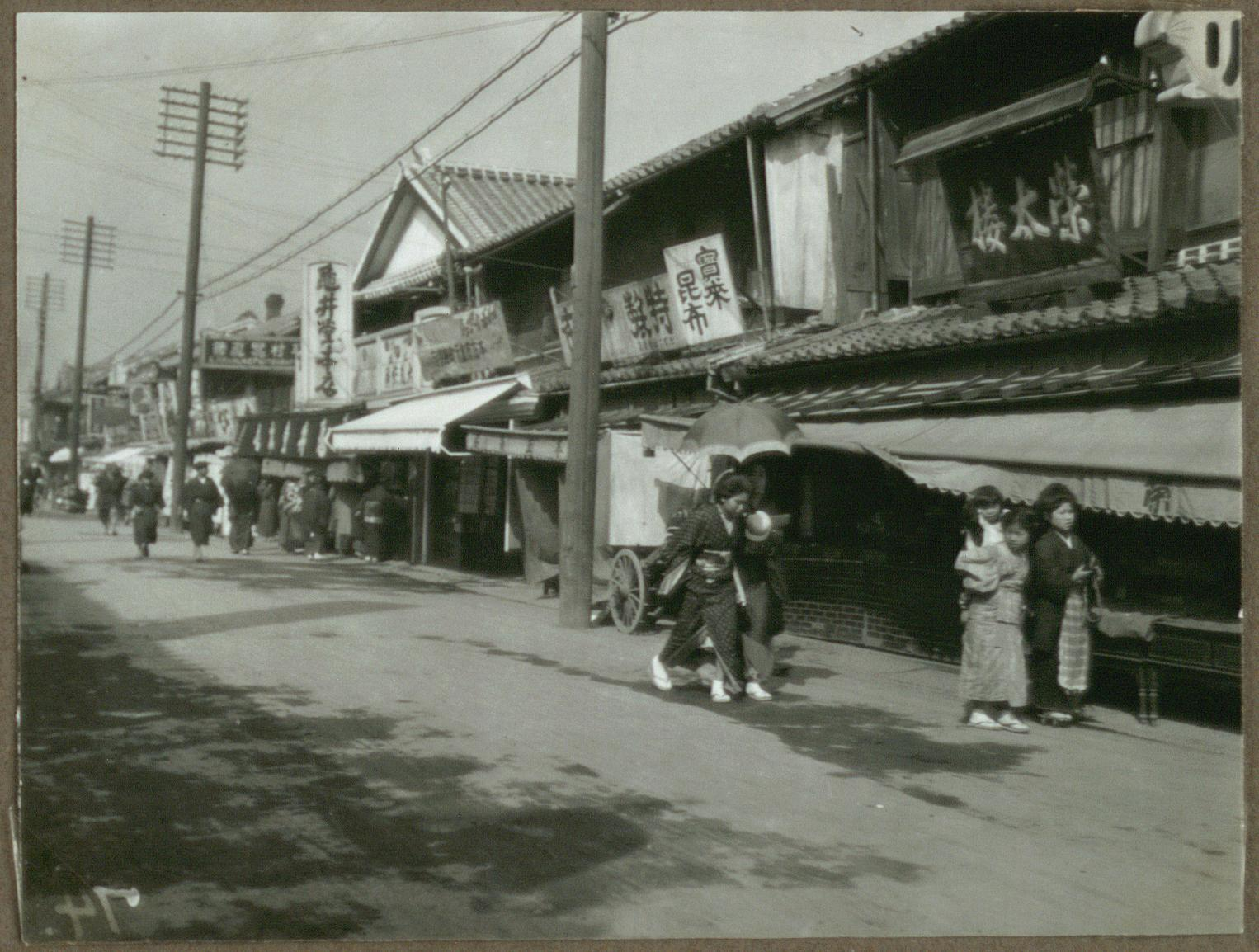
昭和10年（1935年）の元町通六丁目、亀井堂総本店付近。

元町商店街には昭和12年（1937年）時点で約300の事業所が軒を連ねていた。昭和モダニズムのさなか、モボ・モガが闊歩する元町通は戦前の全盛期を迎えた。
元町商店街は昭和13年（1938年）の阪神大水害では各店舗が水浸しとなり完全復旧には一か月半を要した。
更に昭和17年（1942年）には鈴蘭灯も戦力増強のため撤去され弾丸となり、元町通商店街は「大政翼賛街」と改称された。昭和20年（1945年）の神戸大空襲では3月に元町通の東半分・南京町が壊滅し、6月に西半分が壊滅し走水神社が焼失した。大正から昭和初めにかけて最盛期を迎えていた南京町も、戦火により中国人が相次いで帰国した。

#### 戦後復興

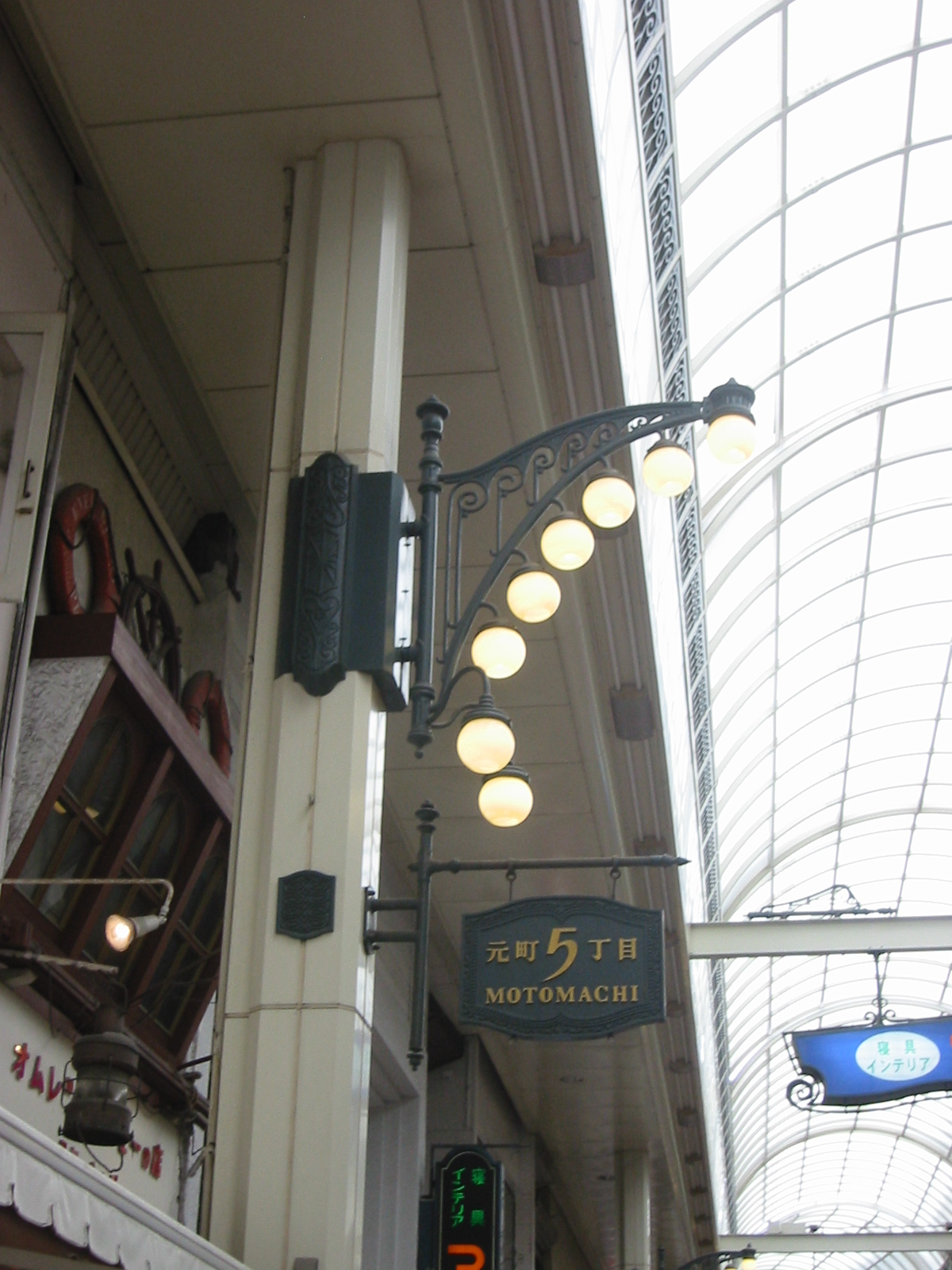
アーケード内に再建された鈴蘭灯

戦後の復興で、元町商店街の店舗はジュラルミン製となり、昭和28年（1953年）より西側からの日本初の商店街アーケードも整備された。しかし、市役所が移転したことで新たに神戸の都心となった東の三宮の商店街に押され気味となり、以前ほどの商業中心地としての地位は失われた。大丸神戸店もそごう神戸店に売上・規模を追い抜かれた。
昭和43年（1968年）、神戸高速鉄道が開通し、西元町駅が開業した。開通にあたって三越も神戸高速鉄道に出資し、地下で三越神戸支店と直結した。
昭和54年（1979年）、三丁目にマスヤ株式会社本社ビル「パルパローレ」が完成した。1983年（昭和58年）、そごうにも大丸にも売上で大差をつけられた三越神戸支店がここに縮小移転した。初代三越神戸店の跡地には昭和59年（1984年）にホテルシェレナが開業した。同ホテルは結婚式場としても営業し、ピーク時には年間約2000組が挙式した。
昭和47年（1972年）の日中国交正常化以降、復興計画が進められた南京町では、昭和60年（1985年）にシンボルである長安門が完成した。
平成5年（1993年）、四丁目にこうべまちづくり会館が開設された。

#### 震災以後
平成7年（1995年）に発生した阪神・淡路大震災は元町通にも被害を齎した。六丁目のホテルシェレナも甚大な被害を受け営業を停止。この時欠陥建築であることが発覚、不動産会社とホテルが修繕義務がどちらにあるかを巡って民事訴訟となり、神戸地裁は平成11年（2003年）、「設計、施工ミスで安全性を欠いており、修繕義務は不動産会社にある」との判決を出した。同ホテルは震災後長らく閉鎖されたまま、地域の懸案事項となっていたが、跡地が売却されて学生寮と高層マンションになった。
平成16年（2004年）に三越神戸店は完全に閉鎖された。三越のあったパルパローレビルはそこに本社を構えるマスヤが複合商業施設としてリニューアルオープンさせた。一方、近隣の大丸神戸店も阪神・淡路大震災で大きな被害を受けたが、旧居留地への周辺ブティックの展開などを震災前から進めていた成果もあり、1997年（平成9年）春の全面再開以降は「地域一番店」となった。大丸前交差点を休日には1度に200人もの人が渡り歩き、商店街にも多くの賑わいをもたらしている。
平成17年（2005年）には老朽化した南京町の西の入り口の「西楼門」を撤去し、地元商店街が震災からの復興のシンボル「西安門」に建て替えた。
阪神・淡路大震災以降、栄町通からマンション建設の流れが波及してきたが、地元の総意でマンションの1階部分は店舗機能を残すことにしており、商業機能は維持されている。従来のようなブティックや喫茶店などに加え、六丁目を皮切りに三丁目まで青果店が進出するなど、住民のニーズにこたえた店舗も進出している。

## 統計
- 平成22年（2010年）の世帯数2,426・人口3,247[1]。
- 昭和60年（1985年）の世帯数1,047・人口2,358[9]。
- 昭和35年（1960年）の世帯数1,456・人口6,193[6]。
- 大正9年（1920年）の世帯数1,857・人口10,199[6]。
- 明治25年（1892年）の戸数1,908・人口8,014[6]。

## 出身・ゆかりの人物
- 生島藤蔵（兵庫県多額納税者、帽子雑貨商） - 元町通1丁目出身である[53]。
- 生島広治郎（近畿大学名誉教授、経済学博士） - 生島藤蔵の弟。
- 鈴木清 - 実業家。三丁目に1873年（明治6年）設立された三田藩の洋薬輸入商「志摩三商会」を退社し、1879年（明治12年）に牛肉佃煮を販売する「鈴木見勢」を四丁目に開店。翌1880年（明治13年）に栄町通に北海道開拓商社「神戸赤心社」を設立した。[54]
- ミヤコ蝶々 - 漫才師・女優。1923年（大正12年）、東京で関東大震災に罹災し、父親と共に元町へ移り住み、家具店に住み込んだ。[32]
- 陳舜臣 - 小説家。1924年（大正13年）、7丁目に台湾出身の華僑の子として誕生。[32]